# 克柳切戈爾斯科耶水庫
克柳切戈爾斯科耶水庫是白俄羅斯的水庫，位於奧博利河河道，由維捷布斯克州負責管轄，始建於1953年，長3.1公里、寬0.5公里，面積0.4平方公里，湖岸線長度11.1公里，平均水深3米，最大水深7.1米。